# پیست برنو
پیست برنو یا پیست ماساریک (چکی: automotodrom brno یا Masarykův okruh) پیست ورزش‌های موتوری در برنو، جمهوری چک است. این پیست که در سال ۱۹۸۷ تأسیس شده برای مسابقات موتورسواری و اتوموبیل‌رانی استفاده می‌شود.

## نگارخانه

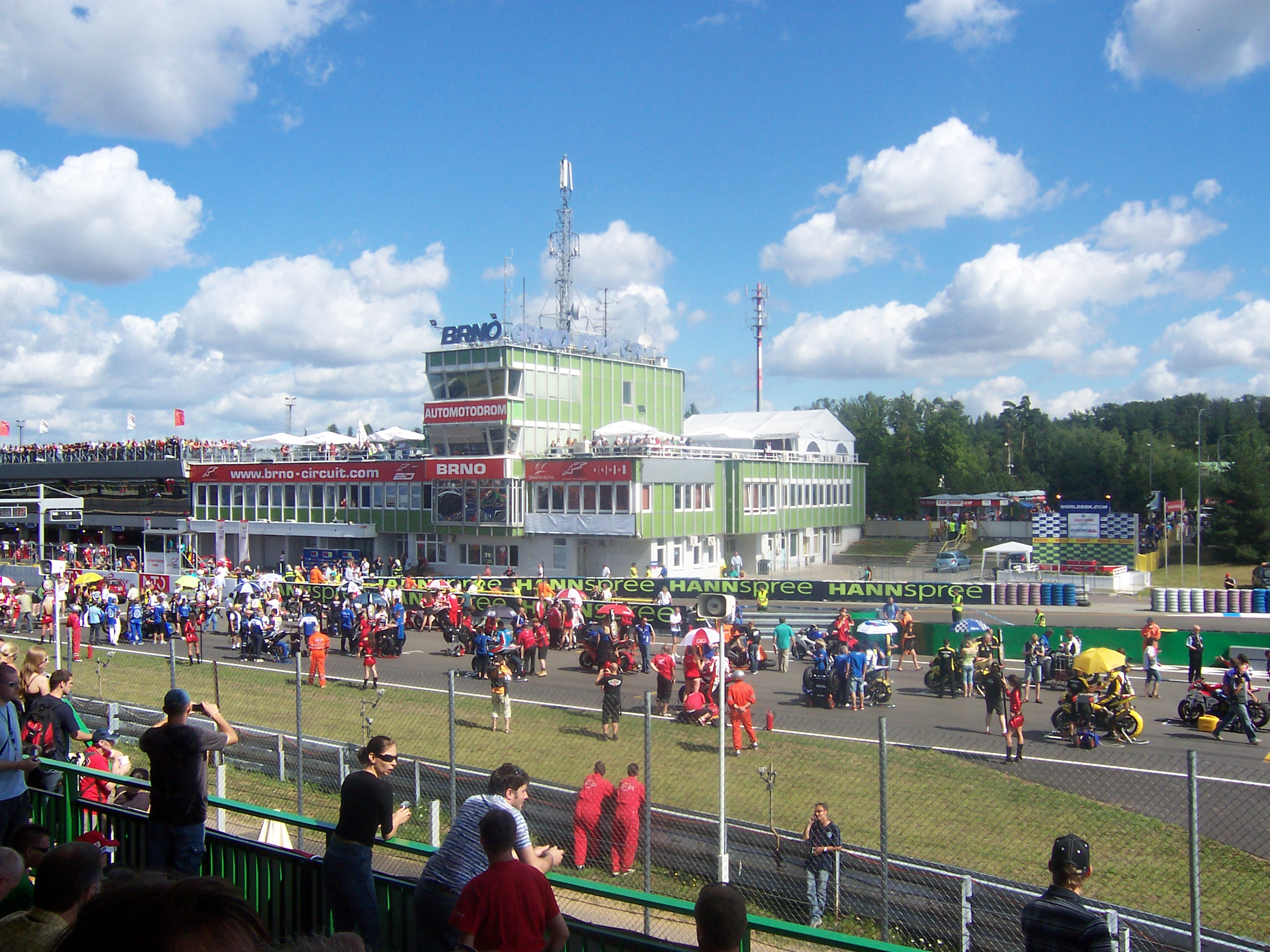
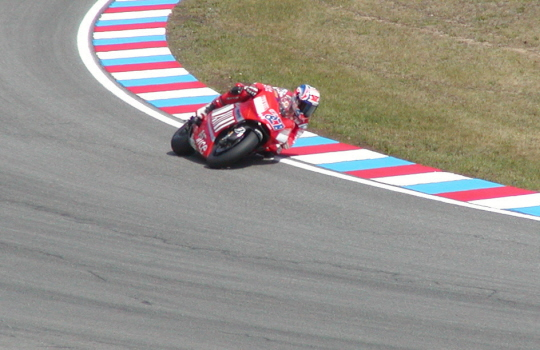
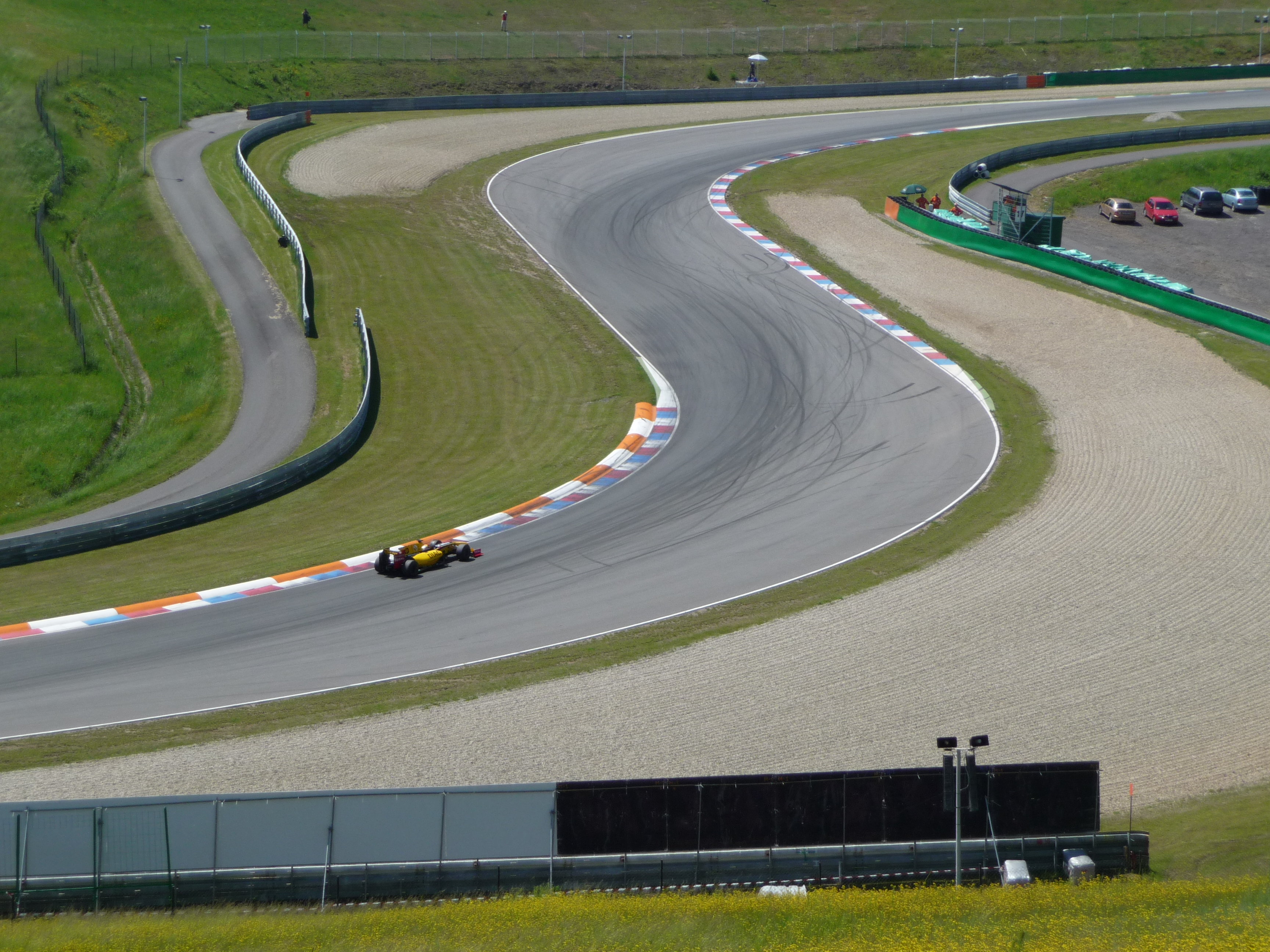